# توپولف ای‌ان‌تی-۴۱
توپولف ای‌ان‌تی-۴۱ (به انگلیسی: Tupolev ANT-41) یک هواگرد ساختِ کارخانهٔ توپولف در کشور اتحاد جماهیر سوسیالیستی شوروی است. این هواگرد برای نخستین بار در ۲ ژوئن ۱۹۳۶ میلادی مورد استفاده قرار گرفت.